# Ateleute albiceps
Ateleute albiceps är en stekelart som först beskrevs av André Seyrig 1952.  Ateleute albiceps ingår i släktet Ateleute och familjen brokparasitsteklar. Inga underarter finns listade.